# BCE Place
Brookfield Place (tên trước đây là BCE Place) là một tháp cao tầng tại Toronto, Canada. Tòa nhà này cao 261 m, có 53 tầng. Tòa nhà được xây xong vào năm 1990. Đây là tòa nhà cao thứ 90 thế giới đến thời điểm đầu năm 2008.